# سعيد الشون
سعيد الشون سويلم الرقادي، من مواليد 28 أغسطس 1983 في عمان، لاعب كرة قدم عماني سابق.
بدأ مسيرته الكروية مع نادي فنجاءالعماني في موسم 2003/2004، وفي موسم 2004/2005 انتقل إلى نادي مسقط، وفي عام 2005 انتقل إلى نادي النصر الكويتي، وفي موسم 2005/2006 انتقل إلى نادي السيلية القطري، وهو يلعب حاليا مع نادي أم صلال القطري، وقد تمت إعارته إلى نادي الحزم السعودي في شهر ديسمبر من سنة 2007 من نادي أم صلال القطري. وقد بدأ باللعب مع منتخب عمان لكرة القدم في عام 2003.
في عام 2008 لعب لنادي كاظمة الكويتي
بعدها لعب لنادي القادسية السعودية
بعدها عاد الئ نادي الشباب العماني

## روابط خارجية
- سعيد الشون على موقع قاعدة بيانات كرة القدم.إي يو (الإنجليزية)
- سعيد الشون على موقع ناشيونال فوتبول تيمز (الإنجليزية)
- سعيد الشون على موقع Soccerway.com (الإنجليزية)
- سعيد الشون على موقع كووورة